# Joe's Garage
Albums de Frank Zappa
Orchestral Favorites
(1979) Tinseltown Rebellion
(1981)
Joe's Garage est un opéra-rock composé par Frank Zappa, sorti en 1979. L'œuvre est structurée en trois actes, répartis initialement sur deux disques vinyles : l’acte I occupe le premier disque, tandis que les actes II et III sont regroupés sur le second.
Cependant, dans l’édition double CD parue ultérieurement, le découpage original n’est pas respecté. En effet, la dernière piste du premier CD correspond à Sy Borg, une chanson faisant partie de l’acte II. Ce choix découle des limitations techniques liées à la capacité de stockage des disques compacts.

## Histoire du groupe
(janvier 2024).
L’album Joe's Garage s’ouvre sur le morceau The Central Scrutinizer, qui introduit un personnage omniprésent tout au long de l’œuvre. Ce narrateur, une figure autoritaire et dystopique, est l’équivalent de Big Brother. Il intervient régulièrement pour commenter les événements de l’histoire et expliquer les conséquences d’une société où la musique est interdite. Dans l’introduction, il décrit l’album comme une œuvre de propagande destinée à illustrer ce qui arrive à ceux qui tentent de faire de la musique.
Le protagoniste, Joe, apparaît dans la deuxième chanson. Interprété par Ike Willis, Joe est un musicien amateur qui répète avec son groupe dans son garage (Joe’s Garage). Cependant, les voisins, gênés par le bruit, appellent la police. Les forces de l’ordre, plutôt que de réprimander Joe, lui conseillent de s’investir dans des activités religieuses.
Dans Catholic Girls, Joe rencontre Mary, une jeune femme catholique dont le comportement rappelle les stéréotypes satiriques explorés par Zappa dans Jewish Princess (de l’album Sheik Yerbouti). Mary suit des groupes de rock principalement pour entretenir des relations avec les musiciens, une thématique reprise dans Crew Slut et Fembot in a Wet T-Shirt. Après un interlude instrumental (On the Bus), Joe entame une relation avec Lucille, mais celle-ci lui transmet une maladie vénérienne avant de le quitter (Why Does It Hurt When I Pee? et Lucille Has Messed My Mind Up). Le morceau Scrutinizer Postlude marque une intervention du narrateur, qui relie ces événements à la musique et aux désillusions qu’elle peut engendrer.
Cherchant un sens à sa vie, Joe se rend à la Première Église d’Appliantologie (A Token of My Extreme), une parodie de la Scientologie dirigée par le personnage de L. Ron Hoover, une caricature de L. Ron Hubbard. Hoover diagnostique Joe comme un "Latent Appliance Fetishist" (un individu ne pouvant éprouver de plaisir sexuel qu'avec des machines). Sur ses conseils, Joe se rend dans une boîte de nuit, The Closet, où il rencontre un robot nommé Sy Borg (Stick It Out). Leur relation tourne mal et Joe endommage accidentellement le robot, ce qui entraîne son arrestation.
En prison, il participe à des ébats homosexuels organisés par l'aumônier de la prison (Dong Work for Yuda, Keep it Greasey et Outside Now). Après sa libération, dans l'acte III (He Used to Cut the Grass), Joe sombre dans la folie, incapable de jouer de la musique dans une société où elle est interdite. Il se réfugie dans son imagination, créant des solos de guitare fictifs et s’interrogeant sur les critiques qu’il aurait pu recevoir (Packard Goose). Une voix dans sa tête, qu’il associe à Mary, lui rappelle la suprématie de la musique : « L'information n'est pas le savoir. Le savoir n'est pas la sagesse. La sagesse n'est pas la vérité. La vérité n'est pas la beauté. La beauté n'est pas l'amour. L'amour n'est pas la musique. La musique est la meilleure chose qui soit !! » (Information is not knowledge. Knowledge is not wisdom. Wisdom is not truth. Truth is not beauty. Beauty is not love. Love is not music. Music is The Best !!).
Dans l’avant-dernier morceau, Watermelon in Easter Hay, Joe, déprimé d'avoir compris que la musique est imaginaire, compose un ultime solo de guitare dans son esprit avant d’accepter son sort et de devenir employé dans une fabrique de muffins. L’album se conclut avec A Little Green Rosetta, un morceau humoristique chanté par le narrateur, le Central Scrutinizer, où tous les participants s’amusent à interpréter une chanson volontairement absurde.

## Le génie de Frank Zappa
(janvier 2023).
Joe's Garage est souvent reconnu comme l'une des œuvres majeures de Frank Zappa. Il illustre son approche éclectique et inventive de la musique, explorant une grande diversité de genres tout en intégrant des éléments distinctifs de son style artistique.

### Un album emblématique de Frank Zappa
Enregistré en 1979, Joe's Garage propose une rétrospective des genres musicaux populaires des années 1970, revisitée à travers le prisme de son style caractéristique. Ce double album comprend une diversité de styles, tels qu'une ballade rock sur trois accords (Joe's Garage), du reggae (Lucille Has Messed My Mind Up, Sy Borg), du disco (Stick It Out), du gospel (Dong Work for Yuda), du funk (Keep It Greasy), ainsi qu'une forte présence de pop, de rock et de rhythm and blues, particulièrement dans le premier acte.
L’album met également en avant les éléments distinctifs de la musique de Zappa, tels que des paroles souvent satiriques ou engagées (Packard Goose), teintées d’humour et abordant parfois des thèmes provocateurs (Catholic Girls). Sur le plan instrumental, Watermelon in Easter Hay est souvent cité comme l’un de ses solos de guitare les plus remarquables, avec une signature rythmique inhabituelle en 9/4. De même, des morceaux comme Keep It Greasy se distinguent par des variations rythmiques complexes (alternant entre 4/4, 19/16 et 21/16), tout comme Catholic Girls, qui inclut des transitions en 9/8.
Les arrangements élaborés et les expérimentations rythmiques contribuent à la richesse et à la vitalité de cet album, consolidant sa place dans le répertoire de Zappa comme une œuvre marquante et représentative de son approche artistique.

### Le message de l'album
Joe's Garage aborde divers thèmes critiques et satiriques, caractéristiques de l'engagement artistique de Frank Zappa.
L’album introduit le personnage du Central Scrutinizer, qui représente une autorité dystopique interdisant la musique. Cette figure fait écho aux sociétés totalitaires et rappelle des œuvres comme 1984 de George Orwell. À travers cette allégorie, Zappa souligne l'importance de la musique comme moyen d'expression indépendant et subversif, résumée par la phrase « Music is the Best » prononcée par Mary dans Packard Goose. Ce message reste pertinent dans des contextes contemporains, où la musique est encore interdite dans certains pays.
Le personnage de L. Ron Hoover, dirigeant de l’Église d’Appliantology, est une parodie de L. Ron. Hubbard  et de l'Église de Scientologie. À travers ce personnage, Zappa critique également les sectes, utilisant l'humour pour dépeindre les dérives de ces organisations (Hoover faisant aussi référence à une marque d’aspirateurs).
Dans Packard Goose, Zappa dénonce les critiques artistiques, les faux-semblants dans le milieu artistique et la quête de célébrité, adoptant une posture de défi face aux conventions du monde culturel.
Plus largement, l’album critique les aspects de la société américaine de l’époque, notamment le American way of life et les normes sociales, comme en témoignent les titres Crew Slut, Catholic Girls, Packard Goose et Fembot in a Wet T-Shirt. Ces morceaux mêlent critique sociale et humour mordant.
Dans les notes accompagnant l’album, Zappa inclut un texte décrivant un futur dystopique où la musique est déclarée illégale, en raison d’une volonté de créer une société uniforme.
Ce récit évoque la criminalisation systématique comme outil de contrôle social et s’inscrit dans le cadre de la satire politique et sociétale de l’album (traduction approximative) :
"Un jour, il fut découvert que Dieu ne nous avait pas voulu égaux. C'étaient de mauvaises nouvelles pour le Gouvernement du Monde, car cela semblait contraire à la doctrine du "Portion controlled servings". Les hommes devraient être faits de manière plus uniforme si l'on voulait que le futur fonctionne. Divers moyens furent cherchés pour nous lier tous ensemble, mais, hélas, l'uniformité semblait impossible à imposer. C'est à peu près à ce moment-là que quelqu'un eut l'idée de la criminalisation totale. Basée sur le principe que si nous étions tous des bandits nous pourrions enfin être tous pareils à un certain degré aux yeux de la loi. Astucieusement, nos législateurs calculèrent que la plupart des personnes étaient trop fainéantes pour accomplir un vrai crime. Donc beaucoup de lois furent fabriquées, rendant possible pour tout le monde de les violer à n'importe quel moment du jour ou de la nuit, et une fois que nous aurions tous enfreint une loi quelconque, on serait tous dans le même grand club joyeux, là-bas avec notre Président, les industriels les plus exaltés et les plus grands pontes de vos religions favorites. La criminalisation totale était la plus grande idée de son temps et était très populaire, excepté parmi ces gens qui ne voulaient pas être des bandits ou des hors-la-loi. Alors, bien sûr, on a dû les y mettre dedans aussi... Et c'est une des raisons pour lesquelles un jour la musique fut déclarée illégale."
À noter, Joe's Garage fut initialement publié en deux étapes en vinyle : la première partie (acte I) en septembre 1979 sous la forme d’un album simple, et les actes II et III en décembre 1979 sous la forme d’un album double. Dans les éditions modernes, ces trois actes sont regroupés sur un double CD, avec une répartition spécifique en raison des limitations de stockage des disques compacts. Les trois derniers titres du premier CD marquent ainsi le début de l'acte II.

## Discographie
Tous les titres sont de Frank Zappa.

### Acte I
1. Central Scrutinizer - 3 min 28 s
2. Joe's Garage - 6 min 10 s
3. Catholic Girls - 4 min 26 s
4. Crew Slut - 6 min 31 s
5. Fembot in a Wet T-Shirt - 4 min 45 s
6. On the Bus - 4 min 19 s
7. Why Does It Hurt When I Pee? - 2 min 36 s
8. Lucille Has Messed My Mind Up - 5 min 43 s
9. Scrutinizer Postlude - 1 min 35 s

### Acte II
1. A Token of My Extreme - 5 min 30 s
2. Stick It Out - 4 min 34 s
3. Sy Borg - 8 min 56 s
4. Dong Work for Yuda - 5 min 03 s
5. Keep It Greasey - 8 min 22 s
6. Outside Now - 5 min 50 s

### Acte III
1. He Used to Cut the Grass - 8 min 35 s
2. Packard Goose - 11 min 34 s
3. Watermelon in Easter Hay - 9 min 09 s
4. A Little Green Rosetta - 8 min 15 s

## Membres
- Frank Zappa : Central Scrutinizer, Larry, L. Ron Hoover, Father Riley and Buddy Jones
- Ike Willis : Joe
- Dale Bozzio : Mary
- Dennis Walley : Mrs. Borg
- Al Malkin : Officer Butzis
- Warren Cucurullo : Sy Borg
- Ed Mann : Sy Borg
- Terry Bozzio : Bald-Headed John

Avec aussi : "The Utility Muffin Research Kitchen Chorus" (chœurs dans A Little Green Rosetta) : Al Mankin, Warren Cuccurullo, Dale Bozzio, Geordie Hormel, Barbara Issak & la plupart des personnes qui travaillent à Village Recorders (aux alentours de 1979).

## Musiciens

### Acte 1
- Frank Zappa : guitare, guitare solo, chant
- Warren Cucurullo : guitare rythmique, chant
- Dennis Walley : guitare slide, chant
- Ike Willis : chant
- Peter Wolf : claviers
- Tommy Mars : claviers
- Arthur Barrow : basse, chant
- Ed Mann : percussions
- Vinnie Colaiuta : percussions, "combustible vapors"
- Jeff : saxophone ténor
- Marginal Chagrin : saxophone baryton
- Stumuk : saxophone basse
- Dale Bozzio : chant
- Al Malkin : chant
- Craig Steward : harmonica

### Actes 2 et 3
- Frank Zappa : guitare, guitare solo, chant
- Warren Cucurullo : guitare rythmique, chant
- Dennis Walley : guitare slide, chant
- Ike Willis : chant
- Peter Wolf : claviers
- Arthur Barrow : basse, chant
- Ed Mann : percussions, chant
- Vinnie Colaiuta : percussions, "optometric abandon"
- Patrick O'Hearn : basse (sur Outside Now)

## Production
- Production : Frank Zappa
- Ingénierie : Joe Chicarelli, Mike Glossop, Steve Nye
- Direction musicale : Frank Zappa
- Conception pochette : John Williams
- Photos : Norm Seef